# Slovačka Republika (1939. – 1945.)
Slovačka Republika (slovački: Slovenská republika), prema nekim izvorima Slovačka Država (slovački: Slovenský štát), bivša samostalna država koja je postojala od 14. ožujka 1939. do 8. svibnja 1945. kao marionetska država Trećeg Reicha. Njezino područje okvirno je obuhvaćalo prostor današnje Slovačke, osim južnih i istočnih dijelova.
Republiku je priznao Treći Reich, njegovi saveznici i države koje su bile u dobrim odnosima s njim. Tako su Slovačku, osim Reicha, priznale i Ujedinjeno Kraljevstvo, Kraljevina Italija, Japan i njegove marionetske države, Sovjetski Savez, Španjolska, NDH, Litva, Estonija, Švicarska, Salvador, Vatikan i Mađarska. Prestanak postojanja prve Slovačke Republike dogodio se nakon pobjede Saveznika i deratifikacije Münchenskog sporazuma i svih njegovih posljedica.
Slovačka je također specifična po tome što je jedina marionetska država Trećeg Reicha kojom je upravljao visoki dužnosnik katoličke crkve, monsinjor Jozef Tiso.

## Ime
Država je u povijesti još znana i kao Prva Slovačka Republika (slovački: prvá Slovenská republika) i Slovačka Država (slovački: slovenský štát ili Slovenský štát) kako bi ju se razlikovalo od današnje (druge) Slovačke Republike koja se ne smatra pravnom nasljednicom prve republike. Naziv »Slovačka Država« koristio se primarno tijekom postojanja Čehoslovačke, dok se pojam »Prva Slovačka Republika« korstio čak i u enciklopedijama iz poslijeratnog komunističkog razdoblja.